# Свободный (Северский район)
Свободный — хутор в составе Северского района Краснодарского края.

## География
Хутор Свободный расположен в 30 км от краевого центра города Краснодар, в 2,5 км северо-западней хутора проходит автодорога А146 Краснодар - Новороссийск. Ближайшие населённые пункты: станица Северская и хутор Новоалексеевский. Расстояние до железнодорожной грузо-пассажирской станции ст.Северская 10 км. В хуторе расположено живописное озеро Штаны. Хутор находится в предгорье Кавказки гор, имеет удобное расположение для пчеловодства с длительным периодом медосбора. В окружении хутора Свободный раскинулись такие горные массивы как Папай , Собер-Баш, Убин-Су. С хутора начинается Пастбищный хребет Кавказской гряды. 

### Улицы хутора Свободного
- ул. Солнечная,
- ул. Алычёвая,
- ул. Белозёрная,
- ул. Кавказская,
- ул. Российская,
- ул. Садовая,
- ул. Центральная.

## Климат
Климат в Свободном умеренно континентальный. Начало лета в Свободном приходится на начало мая. Летом средняя температура воздуха достигает в среднем +27 °С, в самые жаркие месяцы июль-август может повысится до +40°С. Зима характерна частыми оттепелями. Зима в Свободном наступает в январе. В год выпадает не более 650 мм осадков. Как правило снежный покров, если и ложиться, то не более двух недель за зиму. Роза ветров преимущественно северо-восток, восток.

## История
Своё современное название получил после революции 1917 года. До того времени назывался Церковный, так как находился на землях, принадлежащих церкви. Основан 9 октября 1869 года.
В советское время в районе хутора Свободный активно выращивали Алычу (сливу вишнено́сную (лат. Prúnus cerasífera)) и французские розы. Земли Свободного и сейчас значительно покрывают дикие сады этих культур. 

## Население
| 2002 | 2010 |
| ---- | ---- |
| 115  | ↗157 |

Население собой представляет потомков казаков, а так же переселенцев с различных территории России (Урал, московский регион) , Казахстан, и другие. 

## Экономика
В Свободном — представлено большое количество крестьянской-фермерских хозяйств. Население занимается выращиванием зерновых, подсолнечника, плодово-ягодных культур (главным образом клубника). По настоящему развито сыроварение по старинным казачьим традициям. Хутор Свободный является лидером района по животноводству и выращиванию овец таких пород как Эдельбаевская и Дорпер. Тепличные хозяйства выращивают огромное количество сортов томатов . При поддержке администрации Северского района, проходят летние ярмарки достижения народного хозяйства. 
Сотовая связь в хуторе представлена компанией ТЕЛЕ2
Хутор Свободный газифицирован, имеет центральное водоснабжение. С 2023 года жители хутора Свободный, активно привлекают в хутор фермеров по направлениям Пчеловодство.

## Образование
Хутор Свободный не обладает собственными учебными заведениями. Доставка школьников до школ и гимназий в районный центр, осуществляется автобусами три раза в день. 